# Fargas de Arion
Las Fargas de Arion (Olea europaea var. europaea) es un conjunto de olivos remarcables de la variedad farga, que se encuentra en Ulldecona (comarca del Montsià, provincia de Tarragona).

## Datos descriptivos
- Perímetro del tronco a 1,30 m: 9,06 m.
- Perímetro de la base del tronco: 18,86 m.
- Altura: 5,34 m.
- Anchura de la copa: 12,44 m.
- Altitud sobre el nivel del mar: 185 m.

## Entorno
Se encuentran en campos ascendentes, secos y pedregosos de olivos y de algún algarrobo. Se  observa también el cerezo de Santa Lucía (Prunus mahaleb), el Serbal común y algún rebrote de almez. En cuanto a plantas,  vemos la esparraguera triguera, la rubia peregrina, la caléndula, el jaramago, el diente de león y la malva enana (Malva neglecta).En cuanto a la fauna, pueden encontrarse mirlos y tordos (Turdus), estorninos pinto (Sturnus vulgaris), pinzones, el verderol, la Curruca capirotada, el Bubo bubo, la víbora y el conejo.

## Aspecto general

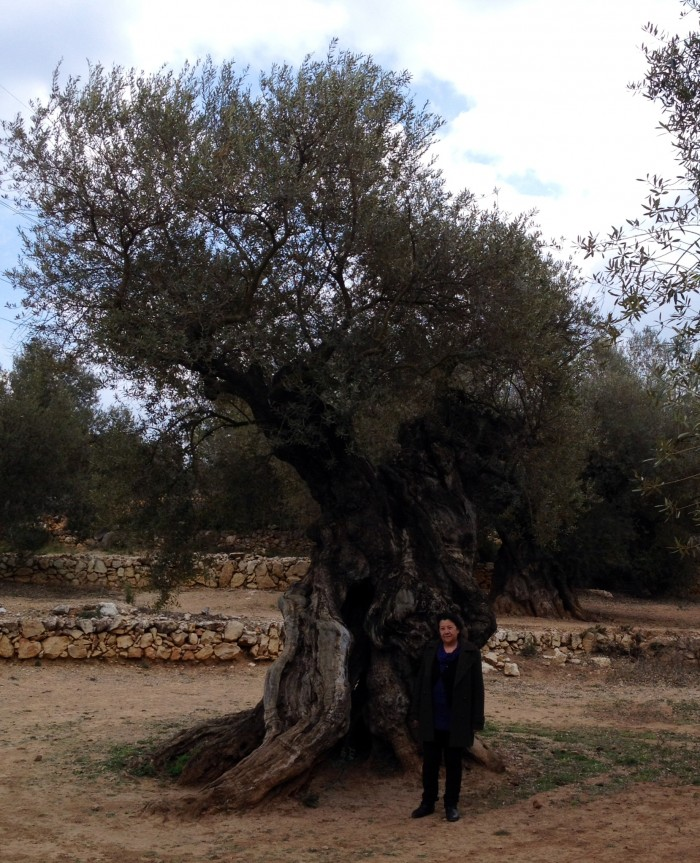
Olivo milenario a la partida de la Arión, en Ulldecona.

Son decenas de olivos espectaculares (según el Ayuntamiento de Ulldecona, hay 35 considerados como remarcables), con formas sorprendentes, viejas, algunas llenas de agujeros y con cierto nivel de deterioro en el tronco, pero la mayoría de los árboles presentan un aspecto saludable. Hay algún olivo muy envejecido y empobrecido, pero más que tratarse de un problema fitosanitario (en la finca, se  hacen tratamientos periódicos contra las plagas), parece más bien un efecto del propio evejecimiento. La farga más grande presenta algún punto de putrefacción, que se debe a algún orificio que retiene agua en alguna rama vieja. Al final de la finca, se  puede encontrar un olivo muy alto, que supera los 14 metros de altura.

## Curiosidades
Fueron declarados árboles monumentales en 1997 y forman parte del Itinerario de los Olivos Milenarios señalizado por el Consejo Comarcal de Montsiá. El año 2007, la Farga recibió el premio al mejor olivo monumental de España (AEMO-Asociación Española de Municipios del Olivo). La concentración de olivos milenarios más numerosa en el Montsiá se encuentra en Ulldecona, y en la finca de Arion (30 ha) solo hay cerca de 200 de la variedad farga, de las cuales unas 60 son de considerables dimensiones. La familia Lleva-Ferré, propietaria de la finca, envasa y comercializa el primer aceite certificado exclusivamente de los olivos milenarios más grandes.

## Acceso
Desde Ulldecona, hay que coger la carretera que lleva a la Galera. Cuando  hemos recorrido unos 4 kilómetros, a mano izquierda, encontraremos la entrada en la finca de la Arion. GPS 31T 0282145 4500358.